# Alicenhof
Der Alicenhof ist ein Gutshof in Großharras in Niederösterreich.
Der teils stark versumpfte Landstrich um Zwingendorf wurde früher intensiv zur Fischzucht genutzt, im 19. Jahrhundert wurden die Teichwirtschaft aber zugunsten des Ackerbaus aufgegeben. Von Johann Maximilian Eugen zu Hardegg auf Glatz und im Machlande (1842–1919), dessen Gemahlin und dessen Tochter Alice hießen, wurde daraufhin das Vorwerk Alicenhof errichtet, der wie die Güter Karlhof, Maxhof, Kadolzer Hof, Parkhof, Oberhof und Kammersdorfer Hof zum Grundbesitz der Hardeggs rund um Schloss Seefeld zählte. Im Gegensatz zu den anderen ist er aber noch einigermaßen original erhalten und besteht aus Wohntrakten, weitläufigen Stallungen und Nebengebäuden. Heute ist er Teil der Gutsverwaltung Hardegg, einem der größten landwirtschaftlichen Betriebe Österreichs, und wird, obwohl großteils devastiert, noch bewohnt.
1984 wurde beim Alicenhof im Zuge von Erdarbeiten ein Gräberfeld mit rund 20 Gräbern angeschnitten, die der Jevišovice-Kultur am Übergang zur Jungsteinzeit zugeordnet werden können und 2000 ergraben wurden.